# St. Peter und Paul (Ampertshausen)

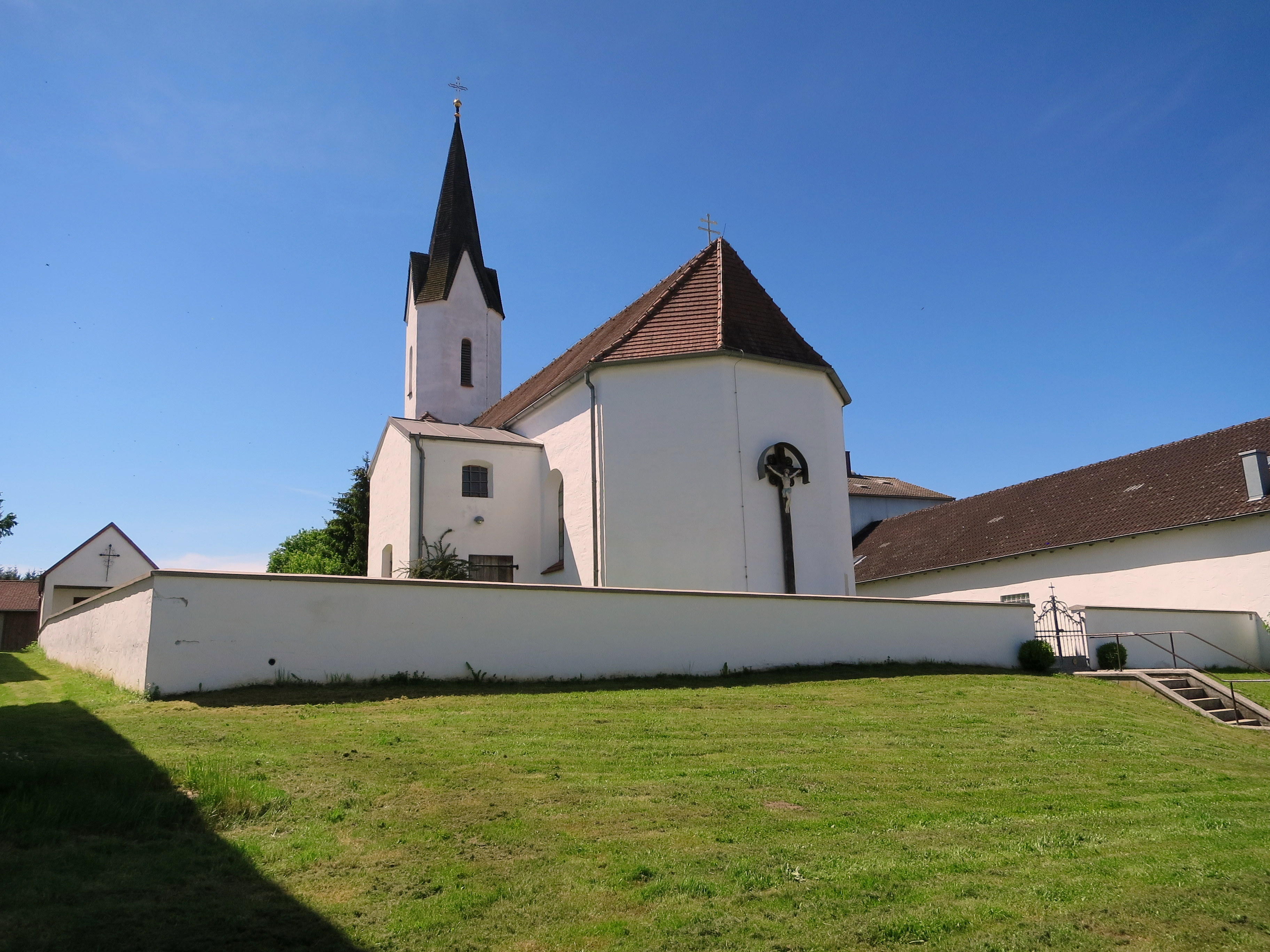
Kirche St. Peter und Paul in Ampertshausen

Die Filialkirche St. Peter und Paul ist die römisch-katholische Dorfkirche von Ampertshausen, einem Ortsteil der Gemeinde Schweitenkirchen im oberbayerischen Landkreis Pfaffenhofen an der Ilm.

## Geschichte
Die Kirche wurde erstmals im Jahr 1315 urkundlich erwähnt. Seit dem 16. Jahrhundert ist auch ein Friedhof nachgewiesen. Sein heutiges neobarockes Erscheinungsbild erhielt der Bau 1884. Ursprünglich trug die Kirche das Patrozinium des dem Heiligen Veit. Als dieser bei der bäuerlichen Bevölkerung zunehmend seine Bedeutung als Schutzpatron der Viehherden verlor, ging es auf die beiden Apostel Petrus und Paulus über.
Der Kirchenbau war im Lauf seiner Geschichte mehrmals vom Abriss bedroht, wie zur Zeit der Säkularisation:
„Wegen der Filialkirchen in Nörting, Aufham, Ampertshausen und Hirschbach, die jährlich nur zweimal, nämlich Patrozinio und Kirchweihfest, Gottesdienst haben, gewärtigt man noch näheren Bericht, ob solche nicht allenfalls zum Demolieren geeignet sein würden und ihr Vermögen mit jenem der Mutterkirche in Kirchdorf vereinigt werden könnte.“ Im 18. Jahrhundert wurde wegen Baufälligkeit ein Verbot der Durchführung von Gottesdiensten erwähnt. Eingeleitete Reparaturen sicherten den Bestand der Kirche nicht lange. 1805 ordnete das zuständige Landgericht Moosburg ihren Abbruch an. Dieser Plan wurde jedoch nicht umgesetzt.
Stattdessen sah ein Bauplan aus dem Jahr 1859 die Erweiterung des Kirchenschiffs vor. Seine Realisierung scheiterte jedoch an den fehlenden finanziellen Mitteln. 1877 wurde die Kirche vom zuständigen Bezirksamt wiederum zum Abbruch bestimmt. Erst 1884 wurden dann Baumaßnahmen zur Rettung der Kirche eingeleitet. Das Kirchenschiff wurde verlängert, der Bau erhielt eine neobarocke Fassade und der zugehörige Kirchturm wurde erhöht. 1885 erhielt der Bau zwei neue Altäre, die von dem Münchener Kunstschreiner Joseph Schmid angefertigt wurden.

## Pfarrgemeinde
Die Kirche ist der Pfarrkirche St. Joseph in Güntersdorf zugeordnet und gehört zum Pfarrverband Schweitenkirchen. Sie steht auf der Liste der Baudenkmäler der Gemeinde Schweitenkirchen. St. Peter und Paul ist eine von 1240 Filial- und Nebenkirchen auf dem Gebiet des Erzbistums München und Freising.